# Fort XIVA Twierdzy Warszawa
Fort XIVA („Pelcowizna”) – punkt oporu pierścienia zewnętrznego Twierdzy Warszawa, położony na prawym brzegu Wisły, wybudowany w latach 90. XIX wieku. Obecnie nieistniejący. 

## Opis
Punkt oporu XIVA był jednym z sześciu analogicznych punktów oporu, jakimi w latach dziewięćdziesiątych XIX wieku uzupełniono obydwa pierścienie twierdzy. Był też ostatnim według numeracji i kolejności obiektem fortecznym Twierdzy Warszawa.
W ramach likwidacji twierdzy, po 1909 roku, punkt został całkowicie zniszczony. Analiza zdjęć lotniczych Białołęki z 1932 ujawniła ślady fortu na tle budowanego w tym czasie Kanału Żerańskiego. Fragment wału między szosą modlińską a Wisłą to teren dzisiejszej Elektrociepłowni Żerań. Pozostała część fortyfikacji zajmowała teren, gdzie dziś znajdują się zatoki Kanału Żerańskiego (wcześniej fort był lokalizowany w okolicach ulicy Elektronowej).